# Чемпионат Европы по футболу 2020 (отборочный турнир, группа B)
Жеребьёвка отборочного турнира чемпионата Европы 2020 прошла в Дублине 2 декабря 2018 года. В группу B попали сборные по футболу следующих стран: Португалия, Украина, Сербия, Литва и Люксембург. Матчи в группе B пройдут с 21 марта по 19 ноября 2019 года.
Сборные, занявшие первые два места, выходят в финальную часть чемпионата.
Команды, которые не пройдут квалификационный групповой этап, смогут по-прежнему претендовать на финальный турнир через плей-офф лиги наций 2018/2019. Каждой лиге будет выделено одно из четырёх оставшихся мест Евро-2020. Четыре команды из каждой лиги, которые ещё не получили квалификацию для финала чемпионата Европы, будут соревноваться в плей-офф своей лиги, которые будут сыграны в марте 2020 года. Места для плей-офф будут сначала распределены на каждого победителя группы, а если команда уже прошла квалификацию в финал чемпионата Европы, то её место достаётся следующей лучшей команде дивизиона. Если же и в этом случае четвёрка команд будет недоукомплектована, свободные места получат лучшие команды из лиги (лиг) ниже классом, из тех, что не прошли квалификацию чемпионата Европы и не попали в плей-офф собственной лиги..

## Турнирная таблица
| Поз | Команда    | И | В | Н | П | МЗ | МП | РМ  | О  | Квалификация                        |     | Украина | Португалия | Сербия | Люксембург | Литва |
| --- | ---------- | - | - | - | - | -- | -- | --- | -- | ----------------------------------- | --- | ------- | ---------- | ------ | ---------- | ----- |
| 1   | Украина    | 8 | 6 | 2 | 0 | 17 | 4  | +13 | 20 | Квалификация в финальный раунд      |     | —       | 2:1        | 5:0    | 1:0        | 2:0   |
| 2   | Португалия | 8 | 5 | 2 | 1 | 22 | 6  | +16 | 17 | Квалификация в финальный раунд      |     | 0:0     | —          | 1:1    | 3:0        | 6:0   |
| 3   | Сербия     | 8 | 4 | 2 | 2 | 17 | 17 | 0   | 14 | Сборная участвует в стыковых матчах |     | 2:2     | 2:4        | —      | 3:2        | 4:1   |
| 4   | Люксембург | 8 | 1 | 1 | 6 | 7  | 16 | −9  | 4  |                                     |     | 1:2     | 0:2        | 1:3    | —          | 2:1   |
| 5   | Литва      | 8 | 0 | 1 | 7 | 5  | 25 | −20 | 1  |                                     | 0:3 | 1:5     | 1:2        | 1:1    | —          |       |

## Результаты
Расписание матчей было опубликовано УЕФА после жеребьёвки 2 декабря 2018 года в Дублине. Время указано по CET/CEST, в соответствии с правилами УЕФА (местное время, если отличается, указано в скобках).
| Люксембург                  | 2:1     | Литва      |
| --------------------------- | ------- | ---------- |
| Баррейру 45′ · Родригес 55′ | (отчёт) | 14′ Черных |

| Португалия | 0:0     | Украина |
| ---------- | ------- | ------- |
|            | (отчёт) |         |

| Люксембург  | 1:2     | Украина                              |
| ----------- | ------- | ------------------------------------ |
| Тюрпель 34′ | (отчёт) | 40′ Цыганков · 90+3′ (авт.) Родригес |

| Португалия | 1:1     | Сербия          |
| ---------- | ------- | --------------- |
| Данилу 42′ | (отчёт) | 7′ (пен.) Тадич |

| Литва         | 1:1     | Люксембург   |
| ------------- | ------- | ------------ |
| Новиковас 74′ | (отчёт) | 21′ Родригес |

| Украина                                               | 5:0     | Сербия |
| ----------------------------------------------------- | ------- | ------ |
| Цыганков 26′, 28′ · Коноплянка 46′, 72′ · Яремчук 59′ | (отчёт) |        |

| Сербия                                     | 4:1     | Литва                |
| ------------------------------------------ | ------- | -------------------- |
| Митрович 20′, 34′ · Йович 35′ · Ляич 90+2′ | (отчёт) | 70′ (пен.) Новиковас |

| Украина    | 1:0     | Люксембург |
| ---------- | ------- | ---------- |
| Яремчук 6′ | (отчёт) |            |

| Литва | 0:3     | Украина                                    |
| ----- | ------- | ------------------------------------------ |
|       | (отчёт) | 7′ Зинченко · 27′ Марлос · 61′ Малиновский |

| Сербия                        | 2:4     | Португалия                                                    |
| ----------------------------- | ------- | ------------------------------------------------------------- |
| Миленкович 68′ · Митрович 85′ | (отчёт) | 42′ Карвалью · 58′ Гонсалу Гедеш · 80′ Роналду · 86′ Б. Силва |

| Литва             | 1:5     | Португалия                                        |
| ----------------- | ------- | ------------------------------------------------- |
| Андрюшкявичюс 28′ | (отчёт) | 7′ (пен.), 62′, 65′, 76′ Роналду · 90+2′ Карвалью |

| Люксембург  | 1:3     | Сербия                          |
| ----------- | ------- | ------------------------------- |
| Тюрпель 66′ | (отчёт) | 36′, 78′ Митрович · 55′ Радонич |

| Португалия                          | 3:0     | Люксембург |
| ----------------------------------- | ------- | ---------- |
| Силва 16′ · Роналду 65′ · Гедеш 90′ | (отчёт) |            |

| Украина              | 2:0     | Литва |
| -------------------- | ------- | ----- |
| Малиновский 29′, 58′ | (отчёт) |       |

| Литва          | 1:2     | Сербия            |
| -------------- | ------- | ----------------- |
| Казлаускас 79′ | (отчёт) | 49′, 53′ Митрович |

| Украина                    | 2:1     | Португалия         |
| -------------------------- | ------- | ------------------ |
| Яремчук 6′ · Ярмоленко 27′ | (отчёт) | 73′ (пен.) Роналду |

| Португалия                                                          | 6:0     | Литва |
| ------------------------------------------------------------------- | ------- | ----- |
| Роналду 7′ (пен.), 22′, 65′ · Пицци 52′ · Пасиенсия 56′ · Силва 63′ | (отчёт) |       |

| Сербия                          | 3:2     | Люксембург                    |
| ------------------------------- | ------- | ----------------------------- |
| Митрович 11′, 43′ · Радонич 70′ | (отчёт) | 54′ Ж. Родригес · 75′ Тюрпель |

| Люксембург | 0:2     | Португалия                  |
| ---------- | ------- | --------------------------- |
|            | (отчёт) | 39′ Фернандеш · 86′ Роналду |

| Сербия                         | 2:2     | Украина                     |
| ------------------------------ | ------- | --------------------------- |
| Тадич 9′ (пен.) · Митрович 56′ | (отчёт) | 32′ Яремчук · 90+3′ Беседин |

## Бомбардиры
11 мячей
| - Криштиану Роналду |

10 мячей
| - Александар Митрович |

4 мяча
| - Роман Яремчук |

3 мяча
| - Жерсон Родригес - Давид Тюрпель | - Бернарду Силва - Виктор Цыганков | - Руслан Малиновский |

2 мяч
| - Арвидас Новиковас - Вильям Карвалью | - Гонсалу Гедеш - Неманя Радонич | - Душан Тадич - Евгений Коноплянка |

1 мяч
| - Витаутас Андрюшкявичюс - Федор Черных - Донатас Казлаускас - Баррейру Мартинш - Данилу Перейра | - Пицци - Гонсалу Пасиенсия - Бруну Фернандеш - Лука Йович - Адем Ляйич | - Никола Миленкович - Артём Беседин - Александр Зинченко - Марлос - Андрей Ярмоленко |

1 автогол
| - Жерсон Родригес (в матче против Украина) |

## Дисциплина
Игрок автоматически пропускает следующий матч в случаях:
- Получение красной карточки (увеличение срока дисквалификации, может быть произведено в случае серьёзного нарушения)
- Получение трёх жёлтых карточек в трёх разных матчах, а также после пятой и любых последующих жёлтых карточек (дисквалификация переносится в плей-офф, но не в финал или в любые другие будущие международные матчи)

Следующие дисквалификации были получены во время квалификационных матчей:
| Сборная    | Игрок               | Наказания                                                                                                | Дисквалификационные матчи      |
| ---------- | ------------------- | --- | ------------------------------ |
| Литва      | Саулюс Миколюнас    | против Люксембурга (7 июня 2019)                                                                         | против Сербии (10 июня 2019)   |
| Литва      | Модестас Воробьёвас | против Люксембурга (7 июня 2019)                                                                         | против Сербии (10 июня 2019)   |
| Люксембург | Дирк Карлсон        | против Литвы (22 марта 2019) · против Украины (25 марта 2019) · против Литвы (7 июня 2019)               | против Украины (10 июня 2019)  |
| Сербия     | Урош Спаич          | против Португалии (25 марта 2019) · против Украины (7 июня 2019) · против Люксембурга (10 сентября 2019) | против Литвы (14 октября 2019) |

## Комментарии
1. ↑  CET (UTC+1) для матчей в марте и ноябре 2019, а CEST (UTC+2) для всех остальных матчей.
2. ↑  За расистское поведение болельщиков в домашнем матче против Черногории, Сборная Сербии, по решению УЕФА, должна была сыграть один домашний матч (против Литвы 10 июня 2019 года) без зрителей.